# Zu neuen Ufern (2022)
Zu neuen Ufern ist ein österreichischer Fernsehfilm aus der Landkrimi-Filmreihe aus dem Jahr 2022 von Nikolaus Leytner mit Maria Hofstätter und Leonard Stirsky Hädler in den Hauptrollen. Es handelt sich um die Fortsetzung von Der Tote am Teich (2015) und Der Tote im See (2018).

## Handlung
Der Drogendealer Karel, genannt der Sizilianer, wird bei einer nicht genehmigten Musikveranstaltung bei einer Polizeirazzia im Grenzgebiet zwischen Tschechien und dem Mühlviertel durch den Polizisten Stani und dessen Freundin, der jungen Polizistin Johanna, verhaftet. Karel und Stani waren gemeinsam in der Schule. Karel gelingt die Flucht, Johanna nimmt die Schuld auf sich. Sie wird bald darauf von Stani tot in einem nahe liegenden Steinbruch aufgefunden.
Die mittlerweile pensionierte Kriminalbeamtin Grete Öller vom Landeskriminalamt Linz wird von ihrer früheren Kollegin Lisa Nemeth aufgesucht, von der sie vom Tod von ihrem Patenkind Johanna, von ihr Hanni genannt, erfährt. Grete war das Vorbild von Johanna und der Grund, warum sie ebenfalls zur Polizei gegangen war. Grete macht sich Vorwürfe, weil sie ihr geraten hatte, zur Polizei zu gehen. Auch Stani gibt sich die Schuld, weil er auf die Berufsanfängerin Johanna nicht genug aufgepasst hat. Laut Polizist Hans Eder, der ebenfalls bei der Razzia dabei war, war es ein Unfall, Johanna soll im Finstern im Steinbruch abgestürzt sein. 
Stani taucht später bei Grete auf und gibt ihr die Unterlagen zum Fall. Der Sizilianer ist mittlerweile an Heroin gestorben. Laut Stani hatte der aber selbst keine Drogen konsumiert, sondern nur Crystal Meth verkauft und Angst vor Nadeln, außerdem war er Linkshänder. Stani vermutet, das der Drogendealer etwas gesehen, weswegen er sterben musste. Stani möchte herausfinden, was tatsächlich passiert ist und warum Johanna gestorben ist und bittet Grete um Hilfe. Diese lehnt jedoch zunächst ab, als pensionierte Polizistin ohne Befugnisse zu ermitteln. Allerdings lässt ihr der Fall keine Ruhe. Sie sucht Stani in Tschechien auf, der allerdings nicht möchte, dass dort jemand weiß, wer sie ist, weil er nicht weiß, wem er trauen kann. 
Grete und Stani fahren zum Steinbruch, wo Johanna gestorben ist. Dort erzählt Stani Grete, dass der Sizilianer geflohen ist, als Stani Johanna ins Gebüsch gezerrt hat um sie zu küssen. Sie hatte ihn pflichtbewusst auf später vertröstet, allerdings war bei ihrer Rückkehr zum Polizeibus der Sizilianer bereits weg. Nachdem dieser an den Bus angekettet war muss ihn jemand befreit haben. Der Sizilianer wurde bei seiner Großmutter gefunden, wo er sich auf der Flucht vor der Polizei versteckt hatte. Während der Schulzeit hatte der Sizilianer Crystal Meth selbst aus Ephedrin im Hustensaft und Lithium in Batterien hergestellt. Laut seiner Großmutter wollte Karel nach Neuseeland auswandern und hatte dafür bereits ein Visum.
Die Ermittlungen wurden von Marek Stastny geführt, der ebenfalls bei der Polizeirazzia dabei war. Auf der Liste der Beweisstücke fehlt ein Computer, auf dem sich laut Großmutter Karels das Visum befinden soll. Der Computer wurde aber von einem Polizisten mitgenommen. In der Asservatenkammer fehlt sowohl der beschlagnahmte Computer als auch das Crystal Meth. Stani verdächtigt Marek und möchte ihn beschatten. Zur Ortung klebt er ein Smartphone an Mareks Auto, der in ein Spielkasino fährt. Laut der Kellnerin im Kasino ist Marek Stammgast, eine Zeit lang war er nicht dort, möglicherweise weil er kein Geld mehr hatte. Unter Umständen hatte er deswegen das Crystal Meth aus dem Polizeieinsatz von Karel mitgenommen.
Grete schlägt Stani vor, dessen Vorgesetzten Jaromir „Jarda“ Kralik mit den bisherigen Rechercheergebnissen zu konfrontieren. Stani misstraut allerdings Jarda, weil der ein Freund von Marek ist. Grete kehrt nach Österreich zurück und bittet Hans Eder um Hilfe, der behauptet Jarda zu informieren. Später findet Grete heraus, dass Eder nicht mit Jarda gesprochen hatte. Außerdem findet sie Marek Stastny erschossen in seiner Wohnung, Grete wird von der tschechischen Polizei vorübergehend festgenommen. Lisa Nemeth holt sie auf Anweisung ihres Vorgesetzten in Budweis ab. Stani wird des Mordes an Marek verdächtigt. 
Bei Hans Eder finden sie den beschlagnahmten Computer. Das Geld aus dem Verkauf des Crystal Meth brauchte er für die Finanzierung der Pflege seiner schwer kranken Frau Elfriede. Johanna hatte ihren Kollegen Hans beim Unterschlagen der Drogen erwischt, bei einem nachfolgenden Streit hatte er sie im Steinbruch fallen lassen. Auf dem Computer des Sizilianers findet sich ein Video, das Hans und Johanna im Steinbruch zeigt. Den Sizilianer hatte Hans Eder freigelassen, er war Eders Dealer, Hans wurde vom Sizilianer mit dem Video erpresst. Außerdem wurde Hans auch von Marek erpresst, der 10.000 Euro von ihm wollte. Aufgrund der fortgeschrittenen Ermittlung von Stani und Grete hatte Hans schließlich auch Marek getötet. Die im Nebenzimmer liegende Elfriede erschießt schließlich ihren Mann Hans und danach sich selbst.

## Produktion und Hintergrund
Die Dreharbeiten fanden vom 8. Juni bis zum 6. Juli 2021 statt, gedreht wurde in Oberösterreich und Tschechien. Drehorte waren unter anderem im Mühlviertel in Bad Leonfelden die Villa der Lebzelterei Kastner und in Helfenberg, am Moldaustausee an Bord der Schiffs Smetana der Lipno Line und in Budweis.
Produziert wurde der Film von der Lotus Film der Produzenten Tommy Pridnig und Peter Wirthensohn. Beteiligt waren der Österreichische Rundfunk, Arte und die Česká Televize, unterstützt wurde die Produktion vom Fernsehfonds Austria und dem Land Oberösterreich. Die Kamera führte Hermann Dunzendorfer, die Musik schrieb Matthias Weber, die Montage verantwortete Bettina Mazakarini und das Casting Zuzana Povysilová und Nicole Schmied. Das Kostümbild gestaltete Caterina Czepek, das Szenenbild Verena Wagner, den Ton Max Vornehm und das Maskenbild Monika Puymann. Die Koordination in Tschechien war unter der Führung von Bozena Kaciu.
Im Unterschied zu Der Tote am Teich (2015) und Der Tote im See (2018), wo Windhaag bei Freistadt jeweils Hauptdrehort war, ist Josef Hader in diesem Landkrimi nicht mehr als ermittelnder Ex-Polizist Sepp Ahorner zu sehen.

## Veröffentlichung
Premiere war am 20. Juli 2022 in Oberösterreich im Kino Freistadt, im Kinotreff Leone sowie beim Sommerkino am Braunberg in Lasberg.
Auf Arte wurde der Film am 28. April 2023 erstmals gezeigt. Die ORF-Erstausstrahlung erfolgte am 17. Dezember 2024.

## Rezeption

### Kritiken
Oliver Armknecht bewertete den Film auf film-rezensionen.de mit vier von zehn Punkten, dieser lebe in erster Linie von der Figurenkonstellation. Das reiche aber nicht aus, um den langweiligen Rest auszugleichen. Der Film sei ein 08/15-Krimi, der gleich wieder vergessen sei.
Dagegen vergab Volker Bergmeister auf tittelbach.tv 4,5 von 6 Sternen. Der Film biete auf den ersten Blick eine Krimistory mit den üblichen Zutaten, habe aber weit mehr zu bieten. Leytner gehe es nicht in erster Linie um einen Kriminalfall, sondern um die Figuren, ihre sozialen Verflechtungen, ihre Sorgen, Nöte und Zwänge. Die beiden Ermittler suchen als sympathische und originelle Verbündete nach der Wahrheit. Mal ziehen sie an einem Strang, dann wieder nicht, das sorge für kleine, feine Wendungen und zugleich für gut temperierte Spannung.
Wilfried Geldner meinte auf prisma.de, dass sich der Krimi trotz des harten Stoffes eher auf die Seite des Humors schlage. Drehbuchautor und Regisseur Nikolaus Leytner habe den Landkrimi-Humor überstrapaziert, allzu inflationär würde die Esoterik des Podcasts gegen die draußen vorüberziehende Hügelweite des Mühlviertels zwischen Donau und Böhmerwald eingesetzt. Wirklich schön sei aber die letzte Szene nach dem Showdown.

### Quote
Die Erstausstrahlung im ORF im Dezember 2024 erreichte bis zu 688.000 und durchschnittlich 668.000 Zuseher. Der Marktanteil betrug 26 Prozent.